# コアキャッチャー

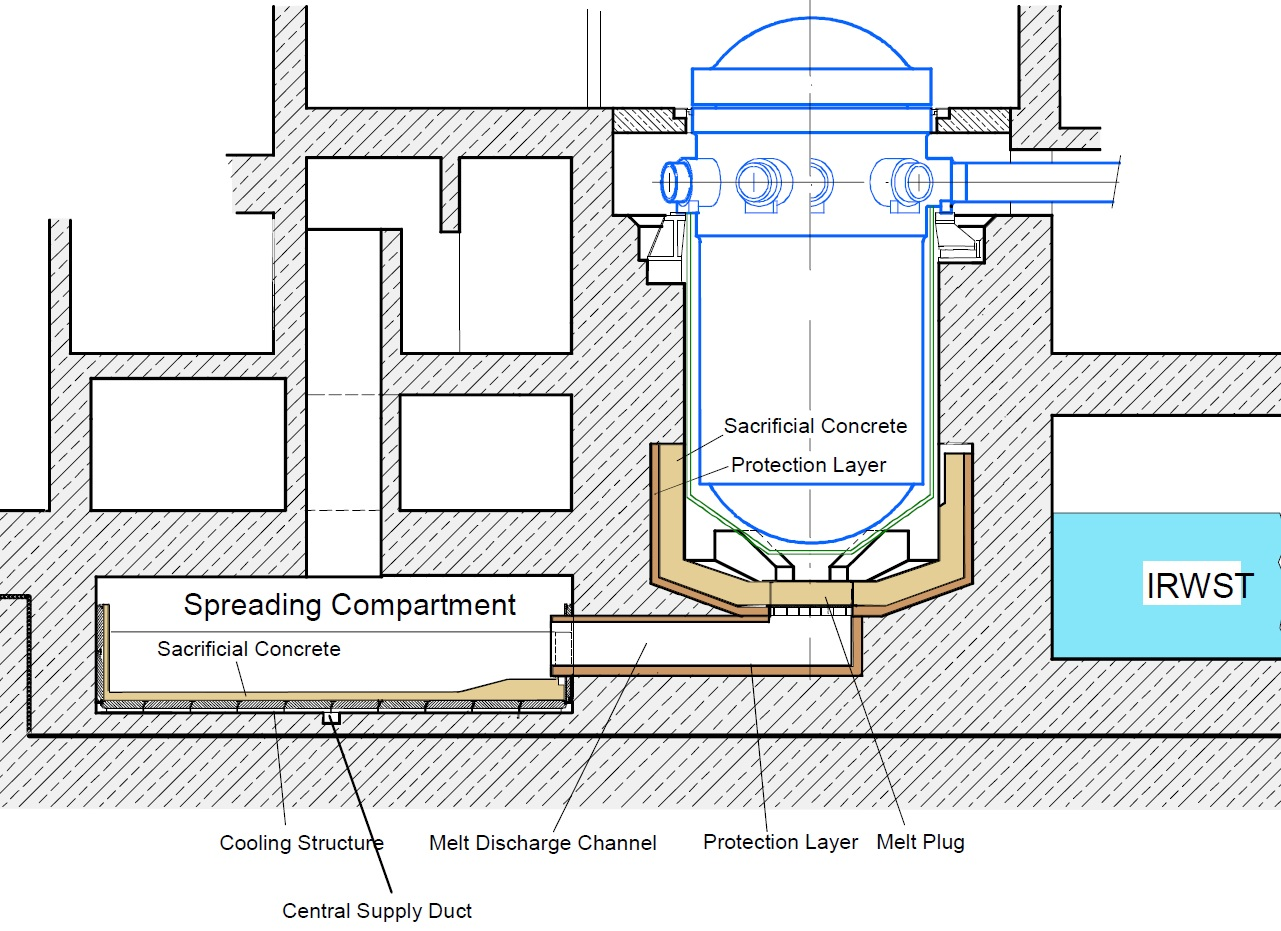
欧州加圧水型炉 (EPR) のコアキャッチャーの図。

コアキャッチャー（core catcher）または炉心溶融物保持装置（ろしんようゆうぶつほじそうち）は、炉心溶融が生じた際に原子炉の溶融材料（炉心溶融物）をキャッチし、閉じ込めて冷却、原子炉格納容器から流出しないようにする設備。
コアキャッチャーは、物質が流れ落ちるのを防ぐために特殊なコンクリートセラミックでできている。これは、物質を冷却する冷却機構でもある。欧州加圧水型炉 (EPR) のコアキャッチャーは 170 m² の拡張領域と 500 t の質量を持つ。
コアキャッチャーのある原子炉の種類としては、EPRのほかに次のようなものが例として挙げられる:
- SNR-300（高速増殖炉）[6]
- AES-91 / VVER-1000/428 (PWR) [7]
- SWR1000 (BWR)
- ESBWR
- ATMEA 1 (PWR) [6]
- ACPR-1000 (PWR)

VVER-1000の設計をもとにしたアトムストロイエクスポルトプロジェクトであるAES-91は、原子炉の直下にコアキャッチャーがある原子力発電所の初期型にあたる。したがって、2011年初めの時点では、田湾原子力発電所の2つの原子炉がこの種類のコアキャッチャーを稼働している唯一の原子炉となる。
チェルノブイリ事故の際にロシアのコアキャッチャーのモデルの設計に携わった物理学者レオニード・ボルソフは、チェルノブイリでの経験が、ロシアが新しい原子力発電所をつくる際に発電所にコアキャッチャーの安全機構を備えることを促進したと強調した。